# Школа слов и вещей
Шко́ла слов и веще́й (школа «Слова и вещи»; нем. Wörter und Sachen), или культу́рная морфоло́гия (англ. cultural morphology) — направление (движение, парадигма, школа) в немецкой (австрийской) лингвистике конца XIX — начала XX века. Представители школы призывали изучать слова в связи с вещами, которые они обозначают, в лингвистических исследованиях брать в расчёт культурный контекст. Термином Wörter und Sachen называют как разнообразные лингвистические методы, так и Школу слов и вещей и этнографический метод.

## Терминология
Термин «культурная морфология» не используется в русскоязычных исследованиях. Вместо него используется термин «Школа слов и вещей».
В. П. Гавдис также разграничивает Школу слов и вещей и направление «Слова и вещи», частью которого является школа (см. далее).
Лайл Кэмпбелл в своём учебнике по сравнительно-историческому языкознанию описывает метод Wörter und Sachen как «историко-культурные выводы, сделанные из изучения слов» (англ. historical cultural inferences that can be made from the investigation of words) и приводит четыре его варианта:
1. На основе членимости слов — если слово можно разбить на части (как англ. skyscraper ‘небоскрёб’ ← sky ‘небо’ + sсraper ‘тот, кто царапает’), то оно новее нечленимого (как англ. house ‘дом’) слова (там же указывается, что этот метод отнюдь не всегда работает).
2. На основе того, что слово претерпело семантический сдвиг: англ. spinster ‘незамужняя женщина или кто-то пожилого возраста’ изначально значило ‘тот, кто прядёт (spin)’ → ранее искусством прядения занимались женщины.
3. На основе регулярности/иррегулярности — если морфологические формы слова образуются нерегулярно (например, с помощью непродуктивных аффиксов), то это слово, скорее всего, древнее, как англ. ox ‘бык’ и oxen ‘быки’ с непродуктивным суффиксом множественного числа -en.
4. На основе реконструкций — если в реконструированном праязыке было некое слово, значит его носители были знакомы с тем, что обозначает данное слово (лингвистическая палеонтология).

С. А. Бурлак и С. А. Старостин в своём учебнике приводят только четвёртый метод с равнозначными названиями — лингвистическая палеонтология, метод слов и вещей и Wörter und Sachen.
Также термином Wörter und Sachen и англ. word and thing method / method of ‘word and thing’ обозначают методы, применявшиеся представителями Школы слов и вещей и метод в этнографии. В англоязычных исследованиях также встречается термин ‘Wörter und Sachen’ field, обозначающий область деятельности школы слов и вещей.

## Идеи школы
Основатели — Гуго Шухардт (главный представитель школы, её лидер) и Рудольф Мерингер. (Впоследствии они спорили о том, кого считать основателем школы. Лео Шпитцер по поводу этой «мучительной полемики» писал в Meisterwerke der romanischen Sprachwissenschaft. Lautlehre/Wortforschung: Flexions- und Wortbildungslehre / Herausgeber Leo Spitzer. — München: Max Hueber Verlag, 1929. — Bd. 1. — S. 370. — 373 S.: «дискуссия не имеет практической важности; метод слов и вещей настолько полностью присущ и концепции Мерингера, и концепции Шухардта, что они оба имеют полное право считаться отцами новой тенденции» (цитируется по английскому переводу). См. также ниже о том, что идеи, подобные идеям школы, высказывались задолго до обоих из них и ниже о Готфриде Байсте.)
Школа сложилась в противостоянии с младограмматизмом, выступала против «стерильного формализма» младограмматиков.
Представители школы призывали изучать историю слов вместе с историей вещей (отсюда название направления), историей и культурой народов, политическими и религиозными факторами, историей культуры, используя в лингвистических исследованиях результаты этнографии и этнологии; вообще принимая в расчёт культурный контекст.
Такой подход был характерен также для исследований Жоржа Мийарде, Шарля Брюно, Адольфа-Луи Терраше, Луи Гоша́ во Франции, Карла Яберга, Якоба Юда, Иоганнеса Хубшмида (нем. Johannes Hubschmid) в Швейцарии, Антони Гриеры-и-Гажа в Каталонии, Джулио Бертони (представителя школы эстетического идеализма) и Бенвенуто Террачини в Италии, Секстила Пушкариу, Севера Попа, Эмила Петровича в Румынии и для ономасиологических исследований Эрнста Тапполе, Адольфа Цаунера, Клементе Мерло.
Однако идея в лингвистических исследованиях не ограничиваться изучением слов, а иметь в виду и вещи, ими обозначаемые, не является изобретением XX века. Так, например, ещё Якоб Гримм говорил: «Лингвистика, приверженцем которой я являюсь и из которой я исхожу, ещё никогда не смогла меня так удовлетворить, что я бы не тянулся постоянно и с охотой от слов к вещам» (нем. Sprachforschung, der ich anhänge und von der ich ausgehe, hat mich noch nie in der Weise befriedigen können, daß ich nicht immer gern von den Wörtern zu den Sachen gelangt wäre). В своей работе 1623 года «De dignitate et augmentis scientiarum» Фрэнсис Бэкон писал о необходимости «грамматики, которая бы усердно искала не аналогии слов друг к другу, а аналогии между словами и вещами, или смыслом» (лат. grammatica quae non analogiam verborum ad invicem, sed analogiam inter verba et res, sive rationem, sedulo inquirat).
Будущее истории цивилизации лежит в объединении науки о словах и науки о вещах.

Без науки о вещах больше нет науки о словах! (1909)

Из наук о вещах прежде всего лингвист для своих целей может научится этнографии и этнологии. (1909)

История языка — это история цивилизации.
Виктория Гавдис считает, что Школа слов и вещей Шухардта (центром которой является Грац) является частью лингвистического направления «Слова и вещи» наряду с гамбургской школой слов и вещей, основанной Фрицем Крюгером в 1928 году, швейцарской школой слов и вещей Яберга и Юда, находящей своих последователей и сейчас, и ономасиологическими работами французского учёного Жюля Жильерона, при этом разделяя школы Шухардта и Мерингера: Шухардт в своих исследованиях шёл от вещей к словам (и обозначение он считал полностью первичным значению), а Мерингер — от слов к вещам (Шухардта более всего интересовала именно словосоздание, а так как слова не могут, как правило, обозначать несуществующие предметы, так как реальность детерминирует создание слова, он всегда подчёркивал её важность в сравнении со словами; Мерингера же более всего интересовали семантические изменения слова, первичное создание слова он воспринимал как данность, а уже изменения в слове он связывал с изменениями вещей, однако это различие проявлялось лишь в их теоретических построениях, на практике Мерингер соглашался с Шухардтом). Школа слов и вещей, таким образом, является самой ранней школой этого направления. Школа Шухардта и гамбургская школа занимались преимущественно реконструкцией, изучая язык диахронически, реконструктивно, а Жильерон и швейцарская школа — сбором и картографированием языкового материала, изучая язык синхронически. Основными последователями гамбургской школы были Вильгельм Гизе, Олаф Дойчманн, Г. Корай, В. Эбелинг, В. Бринкманн, Г. Мессершмидт, главным печатным органом — журнал «Быт и культура романцев». Они занимались в основном изучением связи между материальной культурой и языком говорящих на испанском и португальском языках в Европе и Америке.
Для исследований Школы слов и вещей характерны атомистичное изучение отдельных слов в диахроническом аспекте в связи с изучением вещей, обозначаемых этим словом. Так, например, Мерингер в своей работе «Etymologien zum geflochtenem Haus» (Festgabe Richard Heinzel; Halle, 1898) доказал связь нем. Wand ‘стена’ с глаголом winden ‘плести’ и гот. wandus ‘прут’ на основе предположения о связи готского дома времён Вульфилы и современными деревенскими домами в Болгарии, остов стен которых состоит из плетёных прутьев, скреплённых глиной. Предположение Мерингера о том, что нем. Wand изначально значило ‘плетень’ и связано с winden и гот. wandus, подтверждается современными этимологическими словарями, например, словарём Вольфганга Пфайфера. Мерингер постоянно предпринимал поездки по Австрии, Венгрии, Боснии (по Венгрии и Боснии — с 1890 года) в поисках разнообразных артефактов — от деталей строений до рыболовецких снастей.
|  | Рудольф Мерингер посвятил более тридцати лет неустанного труда объяснению и формированию нового метода [метода Школы слов и вещей]. |

Вильгельм Майер-Любке установил (в своей статье «К истории молотильных устройств», опубликованной в журнале «Слова и вещи», см. ниже), что разные обозначения цепа в Тоскании и Эмилии обусловлены дивергенцией вещей: в Тоскании две части цепа соединяются кожаным ремнём, а в Эмилии двумя переплетёнными кольцами, отсюда разные названия: в Тоскании итал. correggiato от correggia ‘ремень’, а в Эмилии — sercal от serc. Прежде считалось, что французское слово gilet ‘жилет’ происходит от имени комического персонажа старинного театра фр. Gilles, который якобы носил такую одежду. Шухардт, обратившись к истории костюмов, обнаружил, что он вовсе не носил жилетов, таким образом опровергнув эту этимологию. Он нашёл соответствия этому слову в других языках — исп. chaleco (устаревшее gileco), итал. giulecco; все они, по его мнению, восходят к тур. yelek. Современные этимологические словари подтверждают его правоту (к примеру — многотомный словарь Trésor de la langue française, 1978). Представители школы исследовали крестьянскую культуру (лучше всего ими описана область центральной Романии, центральной части территории романских языков): в их работах широко представлена ремесленническая терминология, виды одежды и её обозначения, оружие, охота, рыбная ловля, монеты и музыкальные инструменты. Также писались монографии, имеющие предметный словарь какой-либо общины или замкнутой территории. Одной из областей исследований представителей школы была субстратная этимология.
Так же, как распространяются языковые инновации, распространяются идеи (будь то политические, религиозные или художественные), и так же распространяются предметы материальной культуры, сельскохозяйственные орудия, дома и домашний быт.
Рядом с языковыми волнами мы видим волны вещей. Вместе мы можем их назвать волнами культуры, так как каждая инновация [то есть каждые из этих двух типов инноваций] появляется в духе волновой теории, что я указал в семнадцатом томе журнала Archiv für slavische Philologie на странице 504.
В своих исследованиях представители школы соединяли данные этнографии и лингвистики. Было обнаружено два типа несовпадений этнографической и лингвистической линий: исконное (и в прошлом изопрагмы (линии вещей) и изоглоссы не совпадали) и вторичное, неисконное (изоморфность изопрагм и изоглосс прошлого исчезла). Во втором случае может иметь место отставание изопрагм от изоглосс (когда языковые изменения распространяются, а материальная культура не изменяется) или наоборот. Шухардт (в 1868 году) и Иоганнес Шмидт (в 1872) выдвинули «теорию волн» (волновую теорию) — теорию о распространении языковых инноваций из центра их появления к периферии, а Мерингер выдвинул гипотезу о «волнах культуры», состоящих из «языковых волн» и «волн вещей».
Шухардт призывал при этимологических исследованиях обращать больше внимания на семантическую, а не на звуковую сторону слова; здесь он имеет прямых продолжателей в виде чешских лингвистов Вацлава Махека и Франтишека Копечного.
Шухардт разделял историю слова, вещи, обозначения и значения. В каждый момент времени обозначение совпадает со словом, а значение — с вещью, но в течение времени их соотношения изменяются. По его мнению, генезис наименований вещей находится в непосредственной связи с мировоззрением говорящих, силой их воображения, темпераментом, чувством красоты. Он считал, что положение, условия жизни, характер, культура, возраст человека и т. п. оказывают прямое влияние на его язык. По его мнению, основная причина языковых изменений — в языковых скрещениях (этим термином обозначали образование новых языков, не с помощью дивергенции, а в результате конвергентного взаимодействия двух или более изначально неродственных языков; сейчас считается, что такие процессы не могут самостоятельно создавать языки). Этот тезис позднее использовал Н. Я. Марр в своём новом учении о языке. Шухардт отрицал закономерность фонетических соответствий; он видел ценность своего подхода в том, что реконструкция праформ и празначений слов подтверждается не непризнаваемыми им фонетическими законами, а тщательным изучением истории реалий, обозначаемых словами. Вместо генеалогической классификации (классификации языков по родству) он выдвинул теорию географического выравнивания (непрерывность переходов языков друг в друга в соответствии с их географическим положением).

## История
Ещё с 90-х годов XIX века Шухардт публиковал свои ономасиологические «слововещные» исследования. Обобщение опыта этих исследований приведено во введении ко второму тому работы Шухардта «Романские этимологии» (нем. Romanische Etymologien) 1899 года. В 1903—1907 годах Мерингер опубликовал статьи о результатах своих «слововещных» исследований в авторитетном журнале «Индогерманские исследования» (статью в четырёх частях с названием «Слова и вещи»).
Становление школы относят к 1909 году, когда Мерингер (совместно с Шухардтом) начал выпускать журнал «Слова и вещи» (нем. Wörter und Sachen. Kulturhistirische Zeitschrift für Sprach- und Sachforschung), посвящённый отношениям между словами и историей объектов, обозначаемых ими, и просуществовавший до 40-х годов XX века. Основные теоретические положения школы изложены в предисловии к первому номеру[уточнить]. Сам Мерингер публиковался там до 1928 года. Шухардт предпочитал публиковаться в других изданиях. На первых номерах указано пять редакторов: Мерингер, Вильгельм Майер-Любке, Йоосеппи Юлиус Миккола, Рудольф Мух (германист, исследовавший с этнографической точки зрения мифологический материал с привлечением этимологий конкретных слов) и Матиаш Мурко.
В 1928—1937 годах журнал редактировали соратники основателей направления, в частности, Майер-Любке и Херманн Гюнтерт (Герман; 1887—1948). С начала 30-х годов XX века с журналом сотрудничал Иоганн Лео Вайсгербер, знакомый Гюнтерта, с которым он совершал совместные прогулки по окрестностям Ростока. После смерти Мерингера в 1931 году они вместе с Майером-Любке стали соиздателем журнала.
С 1933 года тенденция журнала, эксплицированная в томе 15 (1933), — посвящать больше внимания вопросам общей лингвистической теории. Эта тенденция появилась, несомненно, под влиянием Вайсгербера (сдержанного последователя Гумбольдта), который с 1933 года являлся одним из редакторов журнала.
Под вещами мы понимаем не только материальные предметы, но и мысли, идеи и институты, находящие своё языковое выражение в каком-либо слове… Психологический феномен в том, что базис речи можно считать «вещами», подобно пространственным объектам — их мы тоже можем знать лишь по мысленному изображению.
С приходом Гюнтерта произошла смена поколений, больше внимания в «Словах и вещах» стало уделяться «духовным вещам» (хотя ещё Мерингер писал, что подразумевает по вещами и абстрактные понятия, но на практике этот постулат практически не применялся, особенно в начале развития школы; в то же время, из всех школ направления «Слова и вещи» только школа Крюгера совсем не занималась исследованием абстрактных понятий). В своих исследованиях на материале немецкого языка, опубликованных в середине 30-х годов, он проводит прямые параллели между языковыми фактами духовным складом народа-носителя. В его работах довольно явно прослеживаются националистические мотивы.
В 1938 году «Слова и вещи. Журнал индогерманского языкознания, этнологии и истории культуры» открылся новой серией. Издателями стали Гюнтерт и Вальтер Вюст — член НСДАП, впоследствии оберфюрер СС, тогда — директор Аненербе (позднее этот пост занял Генрих Гиммлер). Помимо Вайсгербера, в редакцию были приглашены Вальтер Порциг, Рихард фон Кинле, Х. Кюн, Курт Штегманн фон Притцвальд. По словам Гюнтерта, журнал приобрёл «новую форму и новое платье».
Новая серия началась программной статьёй Гюнтерта «Новое время — новая цель», в которой он, в частности, писал, что «в каждом языке заложены множественные этнические культурные ценности», что языку нужно вернуть «полагающееся ему место в духовной жизни немецкого народа и формировании духовности немецкой молодежи». Это место, по его мнению, индоевропеистика занимала во времена работы Иоганна Гердера, Вильгельма Гумбольдта, Гримма, а во времена младограмматиков (особенно усилиями Германа Пауля) произошла «деградация духовного воззрения на язык». Как считал Гюнтерт, она опустилась до сбора и описания внешних явлений, тщательного доказательства звуковых законов с помощью «запутанного клубка тысяч и тысяч аналогий», а главным её пороком стало игнорирование «расовоэтнических» и культурно-временных условий существования языковых сообществ, а журнал «Слова и вещи» призван преодолеть этот разрыв между языком и языковым сообществом.
В следующих выпусках Гюнтерт публиковал статьи в том числе о поиске взаимосвязей между арийской «расовой душой» и культурой арийских народов.
По мнению О. А. Радченко, уже с самого начала издания новой серии в редакционном совете журнала существовали разногласия. Вайсгербер отразил в статьях в журнале свои попытки формирования феноменологии языкового сообщества, где центральное место уделяется языку, а не расе. Публикация этих статей практически поставила под вопрос существование самого журнала. Но Гюнтерт не предложил Вайсгерберу покинуть журнал, и тот делает это добровольно, оставаясь до 1942 года в числе сотрудников.
В новой серии журнал просуществовал недолго (19—23 выпуски или 1—5 выпуски новой серии — с 1938 по 1943—1944 года). Последние два выпуска изданы В. Вюстом практически без участия Х. Гюнтерта.
Представителями этой школы также являлись Вальтер фон Вартбург, Макс Леопольд Вагнер, Ф. Крюгер, Ханс Шпербер. Одним из более ранних исследователей, близких к школе, являлся Готфрид Байст. Фридрих Шюрр писал в 1926 в журнале Zeitschrift für romanische Philologie на : «Он [Байст] вместе в Шухардтом принадлежит к группе лингвистов, очень рано отказавшихся от бюрократической этимологизации, которая полагается только на „фонетические законы“, чтобы идти по пути „слов и вещей“; иными словами, он является одним из главных основателей этого метода [метода Школы слов и вещей]» (нем. Er gehört also mit Schuchardt zu denjenigen Sprachforschern, die sehr früh schon das rein konstruktive Etymologisieren auf Grund der „Lautgesetze“ vom Schreibtisch aus zugunsten der Richtung „Wörter und Sachen“ verlassen haben, bzw. er gehört mit zu den Haupbegründern dieser Richtung).
Школа не создала своей методики, концепции, которую можно было бы противопоставить младограмматизму. Младограмматики создали для изучения языка строгую методологию, а изучение слов и вещей распалось на исследование отдельных элементов лексической системы. Школа замыкалась в кругу проблем этимологии, лексикологии и семасиологии. Представителям школы не удалось преодолеть излишний атомизм, они очень мало внимания уделяли нетерминологической лексике. Однако им удалось выяснить семантическую судьбу огромного числа слов благодаря тщательному документированию ранее сомнительных этимологий. В. П. Гавдис пишет, что «была создана мощная база для противодействия младограмматикам».
Идеи Школы слов и вещей нашли развитие в лингвосоциологии, лингвогеографии, марризме и структурализме.

## В этнографии
Метод «слова и вещи» в этнографии заключается в применении достижений лингвистики при изучении предметов, явлений, институтов, обрядов. Этот подход особенно развит среди финских (Ууно Сирелиус, Кустаа Вилкуна, Ниило Валонен, Тойво Вуорела) и эстонских этнографов (Фердинанд Линнус, Густав Рянк, Антс Вийрес). Ф. Крюгер этим методом изучал этнографию Пиренеев. Метод широко применялся венгерскими этнографами Яношем Янко и Жигмондом Батки. С помощью подхода «слова и вещи» показательных результатов достиг Иван Балашша («Венгерская кукуруза», Будапешт, 1960).

## Комментарии и примечания

### Комментарии
1. ↑  Мерингер изложил основные свои аргументы в полемике в третьем томе (1910—1911) журнала «Слова и вещи» (о нём см. далее) на странице 31 и далее. Шухардт — в 34-м томе (1910) журнала Zeitschrift für romanische Philologie на странице 257 и далее.
2. ↑  Эта цитата является эпиграфом к научному журналу школы — «Слова и вещи» (о нём см. далее).
3. ↑  На самом деле только с 1904: в томах 16 (1904; «Wörter und Sachen. Mit 25 Abbildungen im Text», с. 101—196), 17 (1904/1905; «Wörter und Sachen II. Mit 15 Abbildungen», с. 100—166), 18 (1905/1906; «Wörter und Sachen III», с. 204—296), 19 (1906; «Wörter und Sachen IV. Mit 31 Abbildungen im Text», с. 401—457), 21 (1907; «Wörter und Sachen V. Mit 16 Abbildungen, davon 5 auf zwei Tafeln», с. 277—314). См., например, здесь. Там же можно увидеть, что ни в 1903, ни в 1908—1909 Мерингер не опубликовал в том журнале не одной статьи.
4. 1 2  Тома 1, 2, 3, 4, 5 и приложения 1—2 можно посмотреть на сайте Архива интернета, остальные тома продаются на Amazon и на booklooker.de. По некоторым томам можно осуществить поиск на Google Books.
5. ↑  На несколько первых номеров журнала написал свои рецензии в «Индогерманских исследованиях» Вилли Фой: на первый и на второй выпуски первого тома, на второй том.
6. ↑  Похожие мысли высказывал И. Л. Вайсгербер в 12 томе (1929) того же журнала, стр. 197[38].
7. ↑  Похожие мысли высказывал Адольф Цаунер[нем.] в статье Gottfried Baist als Hispanist (страницы 102—106) в 147-м томе журнала Archiv für das Studium der neueren Sprachen und Literaturen.